# Waal (IJsselmonde)
Pour les articles homonymes, voir Waal (homonymie).
Ne doit pas être confondu avec Waal.
Le Waal ou le petit Waal (appellation courante locale : Waaltje, « petit Waal ») est un ancien bras du grand Waal dans l'île d'IJsselmonde en Hollande-Méridionale.
Le petit Waal va de Hendrik-Ido-Ambacht via Rijsoord vers Barendrecht et Heerjansdam où il se jette, via une station de pompage dans la Vieille Meuse.
Le petit Waal est croisé par l'autoroute de l'A16 et les chemins de fer entre Rotterdam et Dordrecht. L'A15 traverse le Noord au nord du petit Waal.

## Histoire
En 1332, Guillaume III de Hollande a établi un barrage sur le Waal à Oostendam, avant, le Waaltje se jetait dans le Noord à Hendrik-Ido-Ambacht.

Le Waal à Hendrik-Ido-Ambacht